# Jarní almanach básnický 1940
Jarní almanach básnický 1940 je almanach, který vznikl v roce 1940 a jehož cílem bylo vyjádřit pocity nejmladší básnické generace. Je logické, že byl ovlivněn především politickou situací. To způsobilo, že v něm publikovaly velmi rozdílné osobnosti, jejichž tvorba pak neměla žádný společný program. Almanach měl vyjádřit určité obavy, spojené s obsazením a rozpadem Československa, nikoli program celé generace. Předmluvu k tomuto almanachu napsal Václav Černý.
Almanach nebyl tvořen jako nějaké politické či programové prohlášení. Jednotícím prvkem zde byl postoj, že báseň není jen hra se slovy, ale vyjádření nějakého pocitu, nebo zážitku. Právě toto, podle nich, dává básni náboj a odlišuje ji od bezduchosti. Tím se tento almanach, nikoli programově, ale stylem přiblížil k existencialismu.
Na tento almanach nepřímo navazuje sborník Chvála slova z roku 1940, v tomto roce vznikla také teoretická stať Slovo k mladým, která je více spojena se skupinou kolem Kamila Bednáře a která již ukazuje cestu ke společnému programu. Slovo k mladým již s tímto almanachem však souvisí spíše okrajově.

## Přispěvatelé
- Václav Černý – předmluva
- Kamil Bednář
- Ivan Blatný
- Klement Bochořák
- Hanuš Bonn (krycí jméno Kohout, bylo nutné pro jeho židovský původ)
- Lumír Čivrný
- Josef Kainar
- Jiří Klan
- Zdeněk Kriebel
- Oldřich Mikulášek
- Jiří Orten (krycí jméno Jílek, bylo nutné pro jeho židovský původ)
- Jan Pilař
- Jiří Daniel
- Jan M. Tomeš
- Jiří Valja